# Villa Clara (Fußballauswahl)
Die Fußballauswahl von Villa Clara vertritt die Provinz Villa Clara im jährlich ausgetragenen Campeonato Nacional de Fútbol de Cuba, dem Wettbewerb um die kubanische Fußball-Meisterschaft. Die Auswahl hat ihren Sitz in der zum Municipio Remedios gehörenden Ortschaft Zulueta, in der sie ihre Heimspiele im Camilo-Cienfuegos-Stadion austrägt. Im kubanischen Sportjournalismus wird Zulueta als „Hauptstadt des kubanischen Fußballs“ bezeichnet.

## Geschichte
Die Provinzauswahl wurde parallel zu den übrigen Provinzen des Landes erstmals 1978 zur Teilnahme an der nationalen Fußballmeisterschaft aufgestellt. Villa Clara ist mit 14 gewonnenen Titeln der aktuelle Rekordmeister und damit die erfolgreichste Provinz im kubanischen Fußball.

## Erfolge
Kubanischer Meister (14): 1980, 1981, 1982, 1983, 1986, 1992, 1996, 1997, 2002, 2004, 2011, 2012, 2013, 2016